# Sago – Mainzer Akademie für Musik und Poesie
Sago („Mainzer Akademie für Musik und Poesie“, vorher „Friedberger Schule für Musik und Poesie“, Liedermacherschule) ist eine von Christof Stählin 1989 gegründete Liedermacherschule. Bis zu seinem Tod 2015 lud er mehrmals im Jahr Künstler, vorwiegend im Alter zwischen 18 und 30 Jahren, zu mehrtägigen Seminaren ein, in denen er die Grundlagen des Liederschreibens nach einer von ihm selbst entwickelten Methode („SAGO-Didaktik“) vermittelte. Seit Stählins Tod führen mehrere seiner Schüler die Schule mit gleichem Konzept weiter.

## Geschichte

### Hintergrund

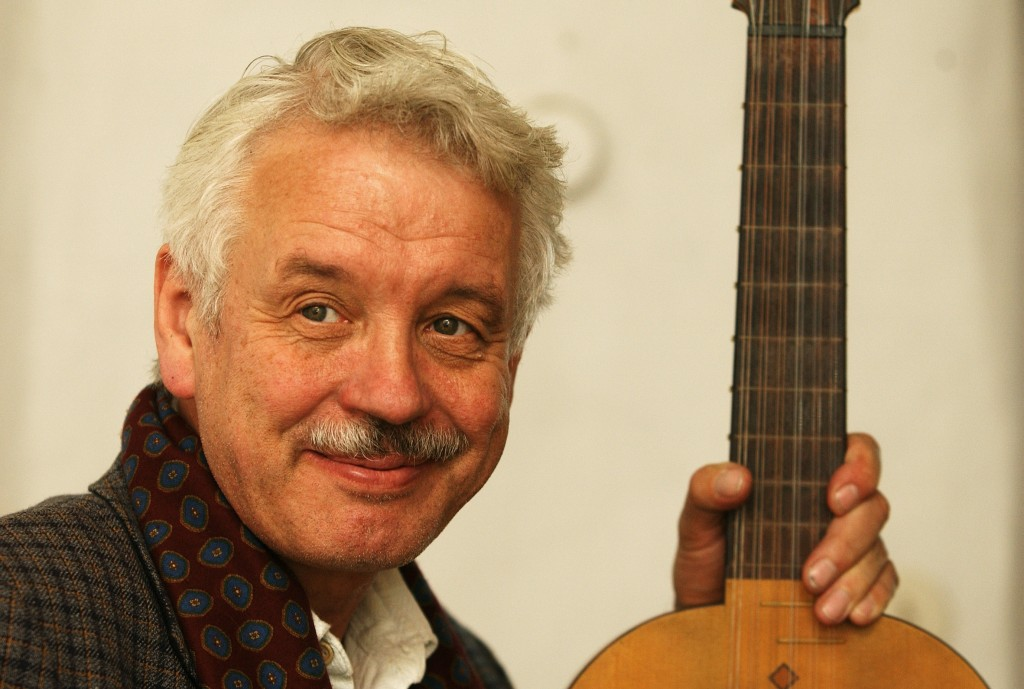
Christof Stählin und sein Instrument, die Vihuela

Ende der 1980er Jahre  sprach man vermehrt von einem Abflauen, vereinzelt sogar vom Sterben der Liedermacherszene in Deutschland, was auf einen Übersättigungseffekt einerseits, andererseits darauf zurückgeführt wurde, dass die Liedermacher der kommerziell stärkeren „Neuen Deutschen Welle“ einige Jahre zuvor nichts entgegensetzen bzw. von deren Popularität nicht profitieren konnten. Christof Stählin selbst kritisierte bereits in den 70er Jahren, zur Zeit der hauptsächlich von der Studentenbewegung und den daraus hervorgegangenen Bewegungen getragenen „Liedermacherwelle“, eine Fortbildungs-Skepsis, wenn nicht gar eine generelle Bildungsfeindlichkeit der Liedermacherszene. Diese habe sich in der Zeit nach der Studentenbewegung zu stark auf Natürlichkeit im Sinne eines gewollten Dilettantismus‘ und die Ablehnung einer als aufgesetzt empfundenen Kunstfertigkeit konzentriert. Wolfgang Neuss fasste 1986 zusammen: „In unseren Breitengraden ist Liedermachen eine Ausrede für keinen Witz haben, keinen Esprit verbreiten, blöde sein, stur sein, […]“

### Zu Stählins Lebzeit
Im April 1989 wurde in der Heimvolkshochschule Rendsburg (heute „Nordkolleg Rendsburg“) Christof Stählins Seminar „Regeln der Kunst für Dichtermusikanten“ angeboten. In seinem Seminar wollte er philosophisch-mythologische Hintergründe und sprachwissenschaftliche Kenntnisse als Quelle für poetische Ideen erschließen, Methoden der kreativen Arbeit vermitteln und mit den Schülerinnen und Schülern konkret an fertigen und entstehenden Liedern arbeiten.
Zu diesem Seminar der HVH Rendsburg meldeten sich nur zwei Teilnehmer an (Martin Sommerhoff und Herbert Storjohann); um es dennoch durchführen zu können, nahm Stählin Kontakt mit den Berliner Festspielen auf, die jährlich einen Nachwuchswettbewerb für Liedermacher veranstalten (damals „Treffen junger Liedermacher“, heute „Treffen Junge Musik-Szene“).  Diese schickten einige Einzelpreisträger aus dem Wettbewerb von 1988 nach Rendsburg, sodass Stählin das Seminar mit ausreichend vielen Teilnehmern durchführen konnte. Bei diesem ersten Treffen wurde auch der Name „Sago“ erfunden.
Bis 1992 fand das Seminar regelmäßig in Rendsburg statt, denn die meisten Teilnehmer blieben auch für die nächsten Treffen zusammen. Aus dem Berliner Wettbewerb kamen regelmäßig neue Teilnehmer dazu. 
1992 veranstaltete die Stadt Friedberg (Bayern) auf Vermittlung der mit Stählin bekannten Künstlerin Rose Maier Haid das Abschlusskonzert des Seminars. Nach Abschluss der Seminartage in Rendsburg fuhr das gesamte Seminar mitsamt dem Lehrmeister nach Bayern. Im folgenden Jahr zog die Schule um und nannte sich fortan „SAGO – Friedberger Schule für Musik und Poesie“. Aus den Mitteln der Kulturförderung der Sparkasse Friedberg wurde das Projekt gefördert und erhielt in der „Archivgalerie“ am Marktplatz, später für kurze Zeit auch in der Kunstschule KunstWerk von Rose Maier Haid Arbeitsräume. In dieser Zeit wurde die Liedermacherschule in Friedberg nach und nach zu einer bekannten Institution. 
Waren die Teilnehmer im ersten Jahr noch provisorisch auf Luftmatratzen in der Archivgalerie untergebracht, diente ab dem zweiten Jahr das Pallottinerkloster im benachbarten Ottmaring als Übernachtungsstätte.
Bis 2005 währte diese Zusammenarbeit, in diesem Jahr fand im Anschluss an das Friedberger Seminar ein Konzert im Mainzer „Unterhaus“ statt. Im Jahr danach wurde Sago auf Vermittlung von  Prof. Dr.  Jürgen Hardeck (Stiftung Rheinland-Pfalz für Kultur) Teil des Kultursommers Rheinland-Pfalz und gastierte zunächst in der „Villa Musica“ in Mainz, die Abschlusskonzerte fanden dann im  „Unterhaus“ statt. In jüngster Zeit finden die Arbeitstreffen in der Landesmusikakademie auf Schloss Engers statt. Der Umzug nach Mainz führte zu einer Umbenennung in „SAGO – Mainzer Akademie für Musik und Poesie“.
Seit 2005 gibt es im thüringischen Wasungen einen zweiten regelmäßigen Seminarort. Es etablierten sich so zwei jährliche Treffen: ein Treffen in der Woche vor Ostern im Weyenhof in Wasungen und im Herbst das Seminar in Friedberg, Mainz oder in Engers. Dort treffen sich die Schüler mit den beiden Referenten der Schule, Martin Betz und Matthias Binner, sowie ausgeschiedenen Weggefährten der Schule, um an ihren Liedern zu arbeiten und die Grundlagen zu studieren. Die Osterseminare sind offener gestaltet und bieten neben den so genannten „Unterweisungen“ auch Raum für alle „Sagonauten“, sich kennenzulernen, zu treffen und auszutauschen.
Zusätzlich zu den größeren Seminartreffen gab es regelmäßige kleinere Treffen an wechselnden Orten, z. B. in Tübingen, in Berlin, im Jugendhof Vlotho oder auch auf der Burg Waldeck.

### Fortführung der Schule
Im Frühjahr 2017 wurde nach Stählins Tod 2015 durch seine Angehörigen und Freunde, sowie seine  Schüler die „Christof-Stählin-Gesellschaft e.V.“ gegründet, die den Nachlass des Künstlers pflegen soll. Der Verein initiiert die Aufarbeitung der Inhalte der Schule, z. B. eine Veröffentlichung einzelner Unterweisungen oder eines umfangreicheren Buches. Die Schule selbst wird – in eigenständiger Organisation – von Martin Betz und Matthias Binner unter Einbezug ehemaliger SAGO-Absolventen weitergeführt. Betz war viele Jahre lang Stählins Assistent bei Sago. Auch die Zusammenarbeit mit dem „Kultursommer Rheinland-Pfalz“ wird fortgesetzt.

### Namensgebung
1987 hatte sich Christof Stählin in einem Beitrag zum MIMUSE-Festival in Hannover-Langenhagen über Kleinkunst geäußert. Ironisch stellte er hier dar, es werde in Deutschland ein Unterschied zwischen „Großer Kunst“ und „Kleinkunst“ gemacht wie etwa zwischen Kleinasien und „Großasien“. Der Kleinkunst komme dabei lediglich eine „Sammelfunktion“ zu. Sie sei wie die Sago-Schublade in der elterlichen Küche, die als Sammelbecken für Kleinkram gedient habe: „Alles, was sonst keinen Platz im System hatte, also keinen eigenen Haushaltstitel, war nun unter ‚Sago‘ zusammengefasst, es hätte auch ‚Varia‘ heißen können, ‚Sonstiges‘ oder eben ‚Kleinkunst‘“. Hier wird „Sago“ bereits mit Kleinkunst gleichgesetzt: „… wenn in Emsingen an der Benz wieder Kleinkunsttage sind, nix wie hin. Die Kleinasiaten müssen doch auch zu ihrem Sago kommen!“ 
Auf dem ersten Seminar 1989 in Rendsburg machte Stählin die „Sammelbedeutung“ des Begriffs „Kleinkunst“ erneut am Beispiel der Sagoschublade deutlich, woraufhin der Schüler Philipp S. Rhaesa vorschlug, man solle sich „Künstlergruppe SAGO“ nennen.
In der folgenden Zeit wurde die Bezeichnung von den Seminarteilnehmern immer konsequenter verwendet, so dass Stählin bereits ein Jahr später von „SAGO-Treffen“ oder „SAGO-Seminaren“ sprach.
Da es sich meistens um ein öffentlich gefördertes Projekt handelte, es aber gleichzeitig in seiner Gestaltung und Ausrichtung vollständig frei war, hatte Sago nicht immer einen festen Namen. Am Anfang firmierte es als „Volkshochschul-Seminar“, dann wurde es zur „Friedberger Schule für Musik und Poesie“, danach änderte Stählin zusammen mit den Rheinland-Pfälzischen Förderern den Namen in „SAGO. Mainzer Akademie für Musik und Poesie“. 
Der Begriff „Akademie“ stellte für Stählin schon zu Friedberger Zeiten einen wichtigen Anknüpfpunkt dar: die Schule sollte in der Tradition einer freien Versammlung von Lernenden und Kunsttreibenden sein, und dies durchaus im Sinne der platonischen Akademie unter Leitung eines „kreativen Kopfes“. Die derzeitigen Referenten der Schule verwenden wieder den Begriff „Liedermacherschule“.

## Tourneen und Festivals
Sago ist eine lockere Gruppierung von Einzelkünstlern, aber durch die intensive Zusammenarbeit und die wachsende Bekanntheit sowohl der Schule als auch einzelner ihrer Mitglieder entstand die Idee, zusätzlich zu den SAGO-Seminaren auch regelmäßig miteinander aufzutreten. Von Anfang an gehören Abschlusskonzerte der jeweiligen Seminarwoche zum Programm. Meist stehen im ersten Teil die „Hausaufgabenlieder“ im Vordergrund, im zweiten dagegen wählen die Mitglieder frei aus. Die Abschlusskonzerte der Rendsburger Zeit hatten noch kein großes Publikum, in Friedberg hingegen gehörten sie fest ins städtische Kulturleben und zogen, wie die Abschlusskonzerte in Zusammenarbeit mit dem  „Kultursommer“ in Rheinland-Pfalz, zahlreiche Gäste an.
2007 und 2008 machte Stählin zusätzlich Tourneen mit je etwa fünf Schülern seiner Akademie, meist ebenfalls im Rahmen des „Kultursommers Rheinland-Pfalz“ zu Veranstaltungsstätten in Rheinland-Pfalz, nach Berlin und Füssen. Auch Friedberg/Bayern stand auf dem Reiseplan. Hier fand 2008 das letzte große Sagokonzert statt.
Weitere Auftritte der Liedermacherschule gab es etwa in Bern (im „La Cappella“) Ende 2017 oder im Oktober 2013 in Tübingen zur Umrahmung der Verleihung des Fred- und Irmgard-Rauch-Preises
Die Pfingstfestivals auf der Burg Waldeck, auf der Christof Stählin selbst seine künstlerischen Anfänge erlebt hatte, hatten von 2011 bis 2013 je ein Konzert mit mehreren Sago-Absolventen zu Gast.

## Tonträger
Zu Stählins 70. Geburtstag produzierten Schüler der SAGO-Akademie eine CD, auf der sie  Lieder ihres Lehrers interpretieren. Der Titel, „Die Versammlung der Inseln. Sago singt Stählin“,  lehnt sich an einen Sprechtext Stählins aus dem 70er Jahren an. Auf dieser CD ist als Gast auch die Schauspielerin, Sängerin und Kabarettistin Maren Kroymann zu hören, die Stählin in den späten 1960er Jahren in Tübingen kennenlernte. Ihr musikalischer Bühnenpartner Matthias Binner ist heute einer der SAGO-Referenten.

## Bekannte Schülerinnen und Schüler
Einige Künstler die diese Schule besucht haben, konnten auf den Kleinkunstbühnen in Deutschland, Österreich und der Schweiz Erfolge feiern. Dazu zählen zum Beispiel Sebastian Krämer, Bodo Wartke, Dota Kehr, Uta Köbernick, Danny Dziuk, Tom van Hasselt, Max Prosa, Andreas Thiel, Judith Holofernes oder Lennart Schilgen. Mehrere Absolventen haben wie ihr Lehrer den  Deutschen Kleinkunstpreis verliehen bekommen (Kehr, Wartke, Dziuk, Krämer) oder wurden mit Auszeichnungen wie dem Prix Pantheon oder dem Salzburger Stier bedacht.